# Tip-Parade
Die Tip-Parade war eine Musikwertungssendung in der DDR. Sie wurde von 1971 bis 1990 auf Radio DDR ausgestrahlt. 
Die Tip-Parade war nach der 1970 entstandenen Beatkiste die zweite Wertungssendung für Rock- und Popmusik im DDR-Rundfunk. Die vorgestellten Titel waren überwiegend Produktionen des Rundfunks der DDR. Weitere Titel waren deutschsprachige Produktionen aus Ländern des RGW wie den Volksrepubliken Polen und Ungarn. 
Die Tip-Parade wurde im Programm Radio DDR I ausgestrahlt. Die Sendung lief jeweils Sonnabend, Mitte der 1970er Jahre am frühen Abend, 1987 um 13:10 Uhr. Die Sendedauer betrug fast eine Stunde. Moderator der Tip-Parade war Hans Misersky. 

## Ablauf
Jeweils zehn Titel waren platziert. Die Titel wurden von Platz 10 bis Platz 1 gespielt. Die Abstimmung erfolgte durch Wahl per Postkarte oder Brief. Teil der Sendung war eine umfangreiche Auswertung von Kommentaren aus Leserzuschriften, die kurz vor Bekanntgabe der Bestplatzierten erfolgte. Zusätzlich wurden neue Stücke vorgestellt, die ebenfalls gewählt werden konnten. Die Wiederwahl war auf acht Wochen begrenzt, dann musste der Titel – unabhängig von der Platzierung – ausscheiden.

## Sonstiges
- Von 1962 bis 1964 gab es im Deutschen Fernsehfunk die Schlagerwertungssendung „Tip-Parade“.
- Die Ergebnisse der Tip-Parade sind Bestandteil der DDR-Jahreshitparade.